# Берецки, Золтан
Зо́лтан Бе́рецки (венг. Bereczki Zoltán; род. 2 мая 1976, Будапешт, Венгрия) — венгерский певец и артист, обладатель премии eMeRTon (венг.) Венгерского радио 2006 года в номинации «Актёр мюзикла».

## Карьера
Окончил Школу информатики имени Яноша Неймана. В старших классах два года пел в Детском хоре Венгерского радио, в это же время играл на скрипке и барабанах в своей группе «Стикс».
В 2001 году окончил Академию театрального и кинематографического искусства по специальности артист оперетты. В этом же году выпустил свой первый сольный альбом Száz év («Сто лет»). В 2004 году участвовал в создании объединения артистов будапештского Театра оперетты «Ангелы оперетты». В 2005 году принял участие в записи венгерской версии мюзикла «Ромео и Джульетта».
Регулярно участвовал в телевизионном шоу Csináljuk a fesztivált, в 2007 году стал победителем выпуска. В 2010 году в качестве приглашённой звезды снимался в записи нескольких выпусков шоу «Х-фактор».
В детстве Золтан играл в футбол, в том числе четыре года в известном будапештском клубе МТК.

## Личная жизнь
17 июня 2005 года женился на коллеге, артистке будапештского Театра оперетты Доре Синетар (Szinetár Dóra) и стал воспитывать её сына от первого брака. В 2007 году у пары родилась дочь Зора Вероника. В августе 2012 года стало известно, что звёздная пара развелась.

## Роли в театре
- Слава — Ник
- Отверженные — Мариус
- Иисус Христос — суперзвезда — Пилат
- Чикаго — Билли Флинн
- Элизабет — Франц-Иосиф
- Вестсайдская история — Тони
- Поцелуй паучихи — Молино
- Кабаре — Клифф
- Ромео и Джульетта — Меркуцио
- Моцарт! — Эммануил Шикандер
- Красавица и Чудовище — Люмьер
- Сон в летнюю ночь — Ник Боттом
- В этом же месте, в следующем году — Джордж
- Рудольф — Пфайфер, кукольник
- Ребекка — Максим де Винтер

## Дискография

### Сольные альбомы и альбомы-дуэты
| Год  | Название                | Примечание              |
| ---- | ----------------------- | ----------------------- |
| 2001 | Száz év                 | Сольный альбом          |
| 2007 | Musical Duett           | в дуэте с Дорой Синетар |
| 2008 | Musical Duett 2         | в дуэте с Дорой Синетар |
| 2009 | Musical Duett Koncert   | в дуэте с Дорой Синетар |
| 2010 | Musical Duett Karácsony | в дуэте с Дорой Синетар |
| 2010 | Álomkép                 | Сольный альбом          |

### Принимал участие в записи
| Год  | Название                          | Песни |
| ---- | --------------------------------- | --- |
| 2003 | Mozart!                           | "Egy csipetnyi ész, egy csipetnyi szív"                                                                                   |
| 2004 | Rómeó és Júlia                    | "Verona", "Lehetsz király", "Hahaha", "Párbaj/Mercutio halála"                                                            |
| 2005 | Mindhalálig musical               | "Lehetsz király", "Szaxofon-duett", "A Szépség és a Szörny", "Egy csipetnyi ész...", "Szívbõl Szeretni", "A Holnap Hidia" |
| 2005 | A Szépség és a Szörnyeteg         | "A Szépség és a Szörnyeteg"                                                                                               |
| 2006 | Now.hu 9. Válogatás               | "Fény" |
| 2007 | Csináljuk a fesztivált            | "Holnap hajnalig" |
| 2007 | Új Juventus mix                   | "Fény" |
| 2008 | Csináljuk a fesztivált 3          | "Billie Jean" |
| 2008 | Ha egy férfi igazán szeret        | Who wants to live forever                                                                                                 |
| 2010 | Rebecca, A Manderley-ház Asszonya | "Úgy kísért e jégmosoly", "Elmúlt az éj", "Manderley lángokban"                                                           |
| 2010 | Karácsonyi gyertyák               | "Ajándék" |